# Radio Oranje

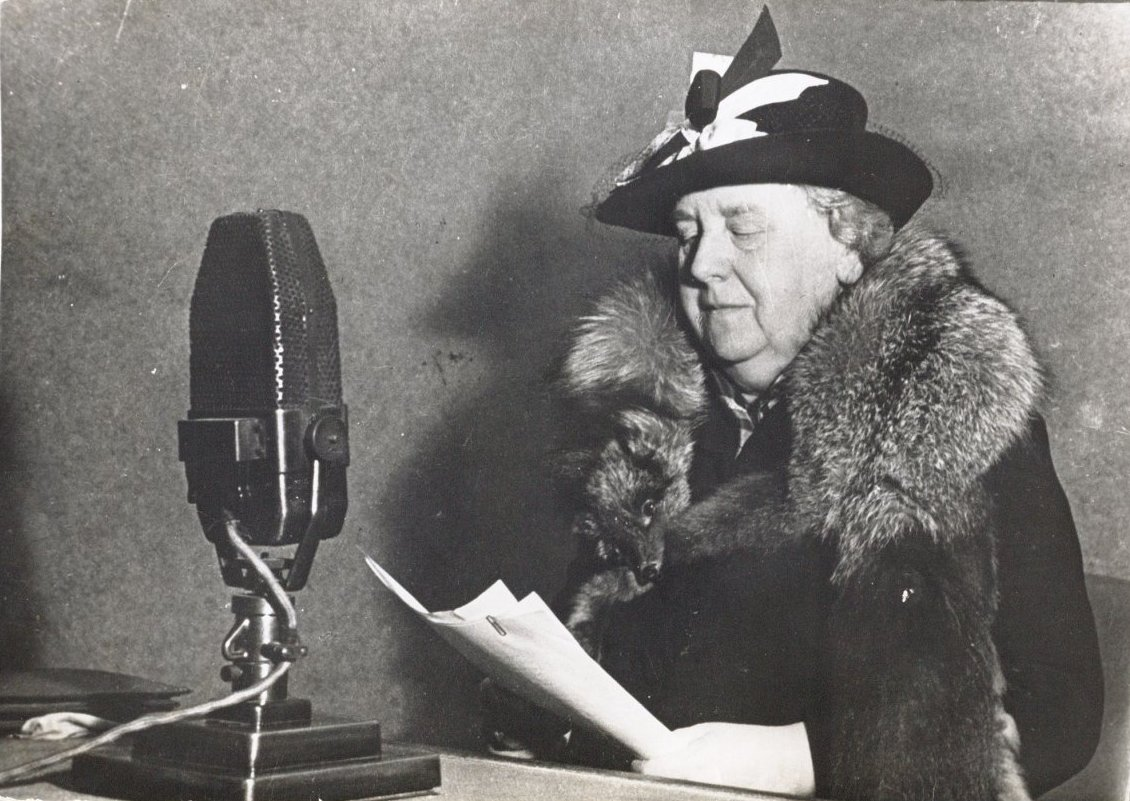
Regina Wilhelmina vorbind la Radio Oranje

Radio Oranje (în română Radio Orania) a fost un program radiofonic în limba neerlandeză al postului de radio BBC European Service, redactat de către guvernul olandez în exil și transmis către locuitorii teritoriilor ocupate ale Țărilor de Jos în timpul celui de-al Doilea Război Mondial. El era difuzat în fiecare zi de la Londra, timp de 15 minute, la ora 9 seara.
Prima difuzare a avut loc pe 28 iulie 1940, când regina Wilhelmina a ținut un discurs adresat cetățenilor neerlandezi. În total, Wilhelmina a vorbit de 34 de ori la Radio Oranje pe parcursul războiului.

## Prezentatori
- Jan de Hartog
- Loe de Jong
- Herman de Man
- A. den Doolaard
- Jetty Paerl